# Heinrich Winterwerb
Heinrich Winterwerb (* 6. Dezember 1877 in Nassau (Lahn); † 8. Januar 1960 in Mannheim) war ein deutscher Unternehmer.
Winterwerb gründete 1909 das Unternehmen Winterwerb, Streng & Co., Rheinische Maschinenfabrik in Mannheim-Käfertal, das vor allem Kellereimaschinen produzierte. Von 1933 bis 1945 war er Vizepräsident der Industrie- und Handelskammer Mannheim, von 1933 bis 1945 Präsident des Mannheimer Altertumsvereins. 1934 trat er in die NSDAP ein, im November 1940 wurde er zum Wehrwirtschaftsführer ernannt. Von April bis August 1945 war er Präsident der Wirtschaftskammer Mannheim. Im Spruchkammerverfahren wurde er als „Mitläufer“ entnazifiziert.